# Рас-Лаффан – Умм-Саїд (етиленопровід)
Рас-Лаффан – Умм-Саїд (етиленопровід) — трубопровід для транспортування етилену між кількома нафтохімічними майданчиками у Катарі.
У 2010 році в Рас-Лаффані на північно-східному узбережжі Катару почала роботу установка парового крекінгу потужністю 1,3 млн тонн етилену на рік. Її власниками були дві групи інвесторів, кожна з яких вже мала діючий нафтохімічний майданчик в Умм-Саїді (центральна частина східного узбережжя країни). Як наслідок, було прийняте рішення розмістити всі похідні виробництва саме в Умм-Саїді, куди зазначений вище олефін доправляється по спеціальному трубопроводу. Останній має довжину 120 (за іншими даними – 135 км) та діаметр 350 мм.
В Умм-Саїді етилен використовують для продукування поліетилену поліетилену високої щільності (350 тисячі тонн), лінійного поліетилену низької щільності (450 тис тонн), нормальних альфа-олефінів (345 тисяч тонн), а також дихлориду етилену та мономеру вінілхлориду.